# سان سيباستيانو آل فيسوفيو
سان سيباستيانو آل فيزوفو (بالإيطالية: San Sebastiano al Vesuvio) هي بلدية تقع ضمن مدينة نابولي الحضرية في منطقة كامبانيا، جنوب إيطاليا. تقع على المنحدرات الغربية لجبل فيزوف، ويُساهم موقعها المرتفع في جعل مناخها أبرد ببضع درجات مئوية مقارنة بمدينة نابولي المجاورة.

## وصلات خارجية
- الموقع الرسمي